# Amastus rosenbergi
Amastus rosenbergi är en fjärilsart som beskrevs av Rothschild 1910. Amastus rosenbergi ingår i släktet Amastus och familjen björnspinnare. Inga underarter finns listade i Catalogue of Life.